# Ptilophora nigricata
Ptilophora nigricata är en fjärilsart som beskrevs av Vorbrodt 1914. Ptilophora nigricata ingår i släktet Ptilophora och familjen tandspinnare. Inga underarter finns listade.